# Мартин, Даниэль
Даниэль Мартин (исп. Daniel Martín Alexandre; род. 16 сентября 1981, Севилья) — испанский футболист, нападающий. Больше известен как «Дани». На протяжении девяти лет карьеры выступал за «Реал Бетис», за который отыграл 115 матчей, забил 26 голов и выиграл Кубок Испании.

## Клубная карьера
Молодёжную карьеру футболиста Дани начал в команде своего родного города — «Реале» (Бетис). На протяжении трех лет он защищал цвета второй команды клуба. 4 ноября 2001 года Дани дебютировал за основную команду «Бетиса» в матче Чемпионата Испании — он вышел на замену во втором тайме домашнего матча против «Реала» из Сарагосы (0:1). Свой первый сезон в Ла Лиге Дани закончил с пятью голами в 17 матчах.
В апреле 2002 года испанец получил серьёзную травму колена, в августе того же года случился рецидив и поэтому ему пришлось пропустить большую часть сезона 2002/03. Несмотря на травмы испанец продолжал приносить пользу команде в важных матчах: в 2005 году в финале Кубка Испании он запомнился решающим голом в экстра-тайме против «Осасуны»; на групповой стадии Лиги чемпионов 2005/06 в домашнем матче против лондонского «Челси» «Бетис» вместе с Мартином одержал победу; 20 августа 2005 года он также принял участие в игре на «Камп Ноу» в Суперкубке Испании против «Барселоны» (2:1), но каталонцы выиграли трофей по сумме двух матчей (первая игра закончилась со счётом 3:0 в пользу «сине-гранатовых».
Несмотря на действующий контракт с «Бетисом» до 2010 года, Дани присоединился к клубу из того же региона Испании «Кадис» на правах аренды. Он подписал контракт на один год с возможностью для клуба выкупить права на игрока в конце сезона. Тем не менее, даже учитывая 10 голов Дани за клуб, «Кадис» не смог избежать вылета в низший дивизион. В следующем сезоне перешёл в другой клуб Сегунды — «Эльче». Однако пребывание в этом клубе сложно было назвать удачным для Дани — на протяжении всего сезона он получал многочисленные травмы и заметно потерял форму. Вернувшись в «Бетис» в июле, Дани перенёс срочную операцию на колене и вернулся в строй в январе 2010 года. В том же 2010 году он перешёл в клуб из Андалусии «Рекреативо».
Дани завершил карьеру игрока в 2013 году в возрасте 32 лет.